# My Beautiful Dark Twisted Fantasy
My Beautiful Dark Twisted Fantasy är hiphopartisten Kanye Wests femte studioalbum, släppt 22 november 2010. Albumet var först tänkt att heta Good Ass Job, men den 28 juli 2010 berättade West via sin twittersida att han skulle ha en annan titel.
Albumet sålde 496 000 kopior under första veckan i USA och har berömts av flera musikkritiker för den varierade musikstilen och dess goda produktionskvalitet.
West började arbeta på albumet efter kontroversen kring hans avbrytande av Taylor Swifts tackande för när hon vann pris för Bästa kvinnliga video. Han samlade ett team med producenter och andra välkända artister såsom Kid Cudi och Rihanna och reste till Hawaii där han jobbade med albumet.

## Låtlista
1. "Dark Fantasy" 4:40
2. "Gorgeous" (feat. Kid Cudi & Raekwon) 5:57
3. "Power" (feat. Dwele) 4:52
4. "All of the Lights" (Interlude) 1:02
5. "All of the Lights" 4:59
6. "Monster" (feat. Jay-Z, Rick Ross, Nicki Minaj & Bon Iver) 6:18
7. "So Appalled" (feat. Jay-Z, Pusha T, Prynce Cy Hi, Swizz Beatz & The RZA) 6:38
8. "Devil in a New Dress" (feat. Rick Ross) 5:52
9. "Runaway" (feat. Pusha T) 9:08
10. "Hell of a Life" 5:27
11. "Blame Game" (feat. John Legend) 7:49
12. "Lost in the World" (feat. Bon Iver) 4:16
13. "Who Will Survive in America" 1:38